# Forschungsmuseum Schöningen

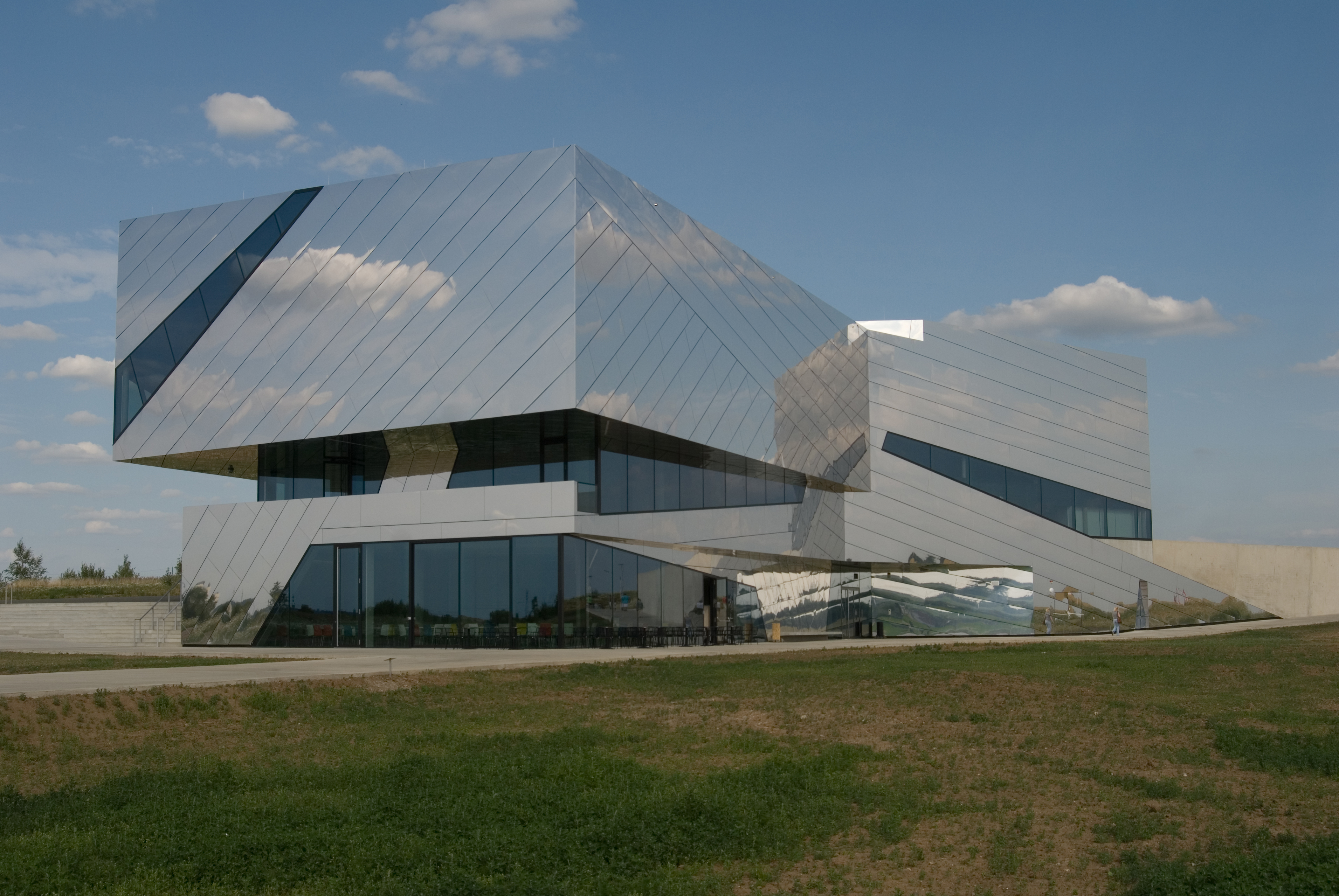
Das Forschungsmuseum Schöningen nach der Fertigstellung als paläon im Juli 2013

Das Forschungsmuseum Schöningen ist ein Besucherzentrum und Museum in Schöningen im Landkreis Helmstedt, das vor allem der Ausstellung der Schöninger Speere und der Darstellung der Lebens- und Umweltverhältnisse zu deren Entstehungszeit vor rund 300.000 Jahren dient. Es liegt in unmittelbarer Nähe des Fundortes der Speere im früheren Braunkohlentagebau Schöningen.
Eröffnet wurde die Einrichtung am 24. Juni 2013 unter der Bezeichnung paläon, die 2019 in  Forschungs- und Erlebniszentrum Schöninger Speere umbenannt wurde. Das von einer GmbH betriebene paläon schloss am 30. Juni 2019 aufgrund von hohen finanziellen Verlusten und ging am 1. Juli 2019 in die Trägerschaft des Niedersächsischen Landesamtes für Denkmalpflege über. Am 1. Januar 2025 übernahmen die 3Landesmuseen Braunschweig die Trägerschaft unter fachlicher Verantwortung des Staatlichen Naturhistorischen Museums in Braunschweig. Dessen Direktor Mike Reich leitet seither das Forschungsmuseum.

## Beschreibung

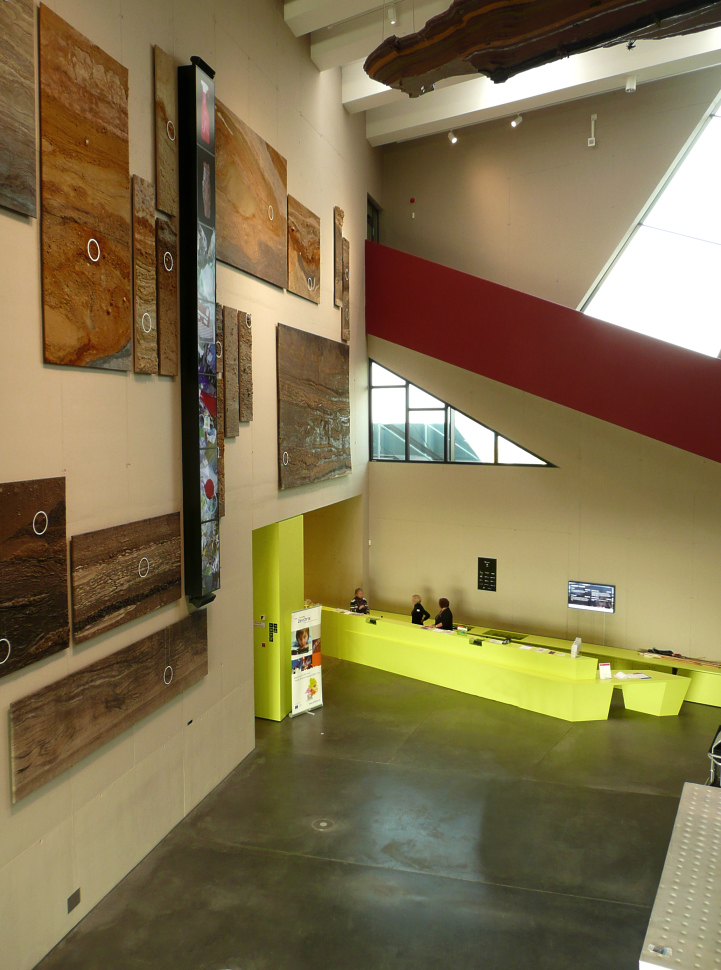
Eingangshalle des paläon mit Bodenprofilen aus dem Braunkohlentagebau Schöningen

### Konzept
Kernstück der Museumsausstellung sind die acht Schöninger Speere, die in einer Vitrine präsentiert werden. Die Konservierung der Speere erfolgte mittels wasserlöslichem Kunstharz, das das geschwächte Holz stabilisierte. Zuvor lagerten sie jahrelang in lichtdichten Edelstahltanks mit destilliertem Wasser und wurden während der Niedersächsischen Landesausstellung 2007 und 2008 in durchsichtigen Wasserbehältern gezeigt.
Neben dem Ausstellungsbereich widmet sich das paläon der interdisziplinären Erforschung der Schöninger Fundstellen sowie der pleistozänen Archäologie im früheren Braunkohlentagebau Schöningen. Ein transparenter Forschungs- und Laborbereich sowie ein interaktives Besucherlabor nebst einer museumsdidaktischen Stelle verbinden dabei die Bereiche Forschung und Museum. Der Ort ist zudem als außerschulischer Lernort konzipiert. Die Konzeption und inhaltliche Planung des Projekts hatte von Anfang an das Niedersächsische Landesamt für Denkmalpflege inne.

### Lage
Das Museum befindet sich am Rand des früheren Tagebaufelds Schöningen Süd des Helmstedter Braunkohlereviers. Vom Gebäude aus bietet sich den Besuchern ein unmittelbarer Ausblick auf das Tagebauloch, aus dem die Fundstücke stammen. Auf dem 34 Hektar großen Außengelände des paläon veranschaulichen eine Weide mit Wildpferden und typische Pflanzengesellschaften der Warmzeit die natürliche Umgebung vor rund 300.000 Jahren. Außerdem sollen auch Europäische Sumpfschildkröten und Wisente dort angesiedelt werden, die zur natürlichen örtlichen Fauna gehören.

### Gebäude

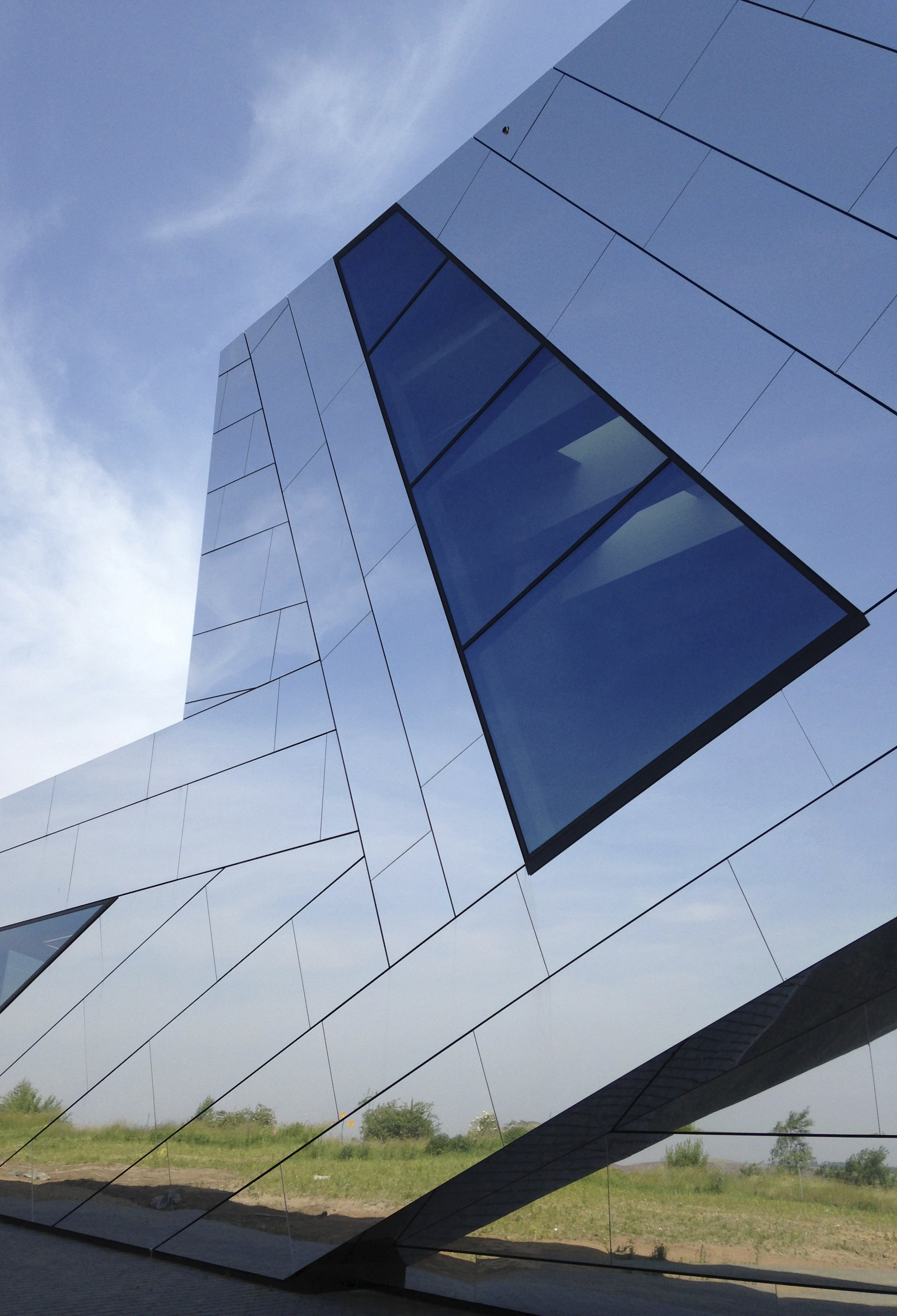
Futuristisch wirkendes Fassadendetail

Im Wettbewerb für den Museumsbau setzte sich am 5. Juli 2010 das Züricher Architekturbüro Holzer Kobler Architekturen gegen 23 Mitbewerber durch. Der erste Spatenstich erfolgte am 28. November 2011. Bauherr war die Stadt Schöningen. Am 11. Juni 2012 fand das Richtfest statt.
Am 25. April 2012 wurde nach einer öffentlichen Namensfindung die Bezeichnung des zukünftigen Zentrums auf paläon festgelegt. Der Name bedeutet in Altgriechisch „alt“ (παλαιόv = palaion, Neutrum) und bezieht sich auf das Paläolithikum als die Zeit, aus der die Schöninger Speere stammen. Am 24. Juni 2013 wurde das Museum unter der Bezeichnung paläon eröffnet.
Im April 2016 wurde das Bauwerk in die engere Auswahl für den Niedersächsischen Staatspreis für Architektur aufgenommen, der seit 2002 alljährlich vergeben wird.
Seit dem Jahr 2023 deckt das Museum bis zu 50 % seines Stromverbrauchs regenerativ durch eigene Windräder und ein Photovoltaikfeld.

## Besucherzahlen
Bei der Planung des Museums rechnete man mit bis zu 100.000 Besuchern pro Jahr. Aktuell liegen die Zahlen bei weniger als 20.000 Besuchern pro Jahr, wobei hierzu auch Schulklassen aus der Region zählen. In den ersten sechs Jahren bis zur Schließung des paläons Ende Juni 2019 zählte man insgesamt nur rund 250.000 Besucher. Mit Ausstellungen wie der Lego-Zeitreise, bei der Legosteine die Menschheitsgeschichte näherbringen sollten, versuchte die Einrichtung 2016 weitere Interessentenkreise zu erschließen, wodurch die Besucherzahlen um 20 % anstiegen.

## Geschichte

### Planungen
Ende der 1990er Jahre entstand in Schöningen unter dem Bürgermeister Jürgen Lübbe die Idee zur Einrichtung eines Museums an der Fundstelle der „Schöninger Speere“ am Rande des dortigen Braunkohlentagebaus. 1999 stellte die Stadt für die Planung den Archäologen und Geographen Stephan A. Lütgert als kommunalen Projektkoordinator ein, der von 2000 bis 2007 zugleich als Geschäftsführer des Fördervereins Schöninger Speere – Erbe der Menschheit e. V. unter dem Vorsitz von Utz Claassen wirkte. In Schöningen wurden in dieser Zeit u. a. mehrere Sonderausstellungen mit thematischem Bezug zu den Ausgrabungen gemeinsam mit dem Braunschweigischen Landesmuseum realisiert sowie die „Schöninger Archäologietage“ als jährlich wiederkehrende Veranstaltung etabliert. Das Projekt „Forschungs- und Erlebniscenter Schöninger Speere“ war Teil der Bewerbung Braunschweigs 2010 zur Kulturhauptstadt Europas.
Nachdem über viele Jahre das Engagement von Stadt und Förderverein auf Landesebene wenig Unterstützung erfahren hatte, sorgten veränderte politische Rahmenbedingungen im Jahr 2007 dafür, dass die langjährigen musealen Planungen konkretisiert und umgesetzt werden konnten. In diese Zeit fiel die Wahl von Wolf-Michael Schmid, Präsident der Industrie- und Handelskammer Braunschweig und gebürtiger Schöninger, zum neuen Vorsitzenden des Fördervereins Schöninger Speere – Erbe der Menschheit. Dieser forcierte zusammen mit dem neu gewählten Schöninger Bürgermeister Mathias Wunderling-Weilbier – unterstützt vom Landesarchäologen von Sachsen-Anhalt, Harald Meller, der die Speere zu den zehn wichtigsten archäologischen Funden zählt, – die Aktivitäten zur Präsentation der Speere vor Ort. Finanziert von der Braunschweigischen Stiftung entstand eine Machbarkeitsstudie für ein Museum oder eine Besucherstätte, die den Bau eines „Forschungs- und Erlebniszentrums“ empfahl. Damit wandte sich Schmid im Frühjahr 2008 erneut an den seinerzeitigen Ministerpräsidenten von Niedersachsen Christian Wulff, der das Vorhaben bereits in seiner Zeit als Oppositionsführer für förderungswürdig erklärt hatte.

### Umsetzung

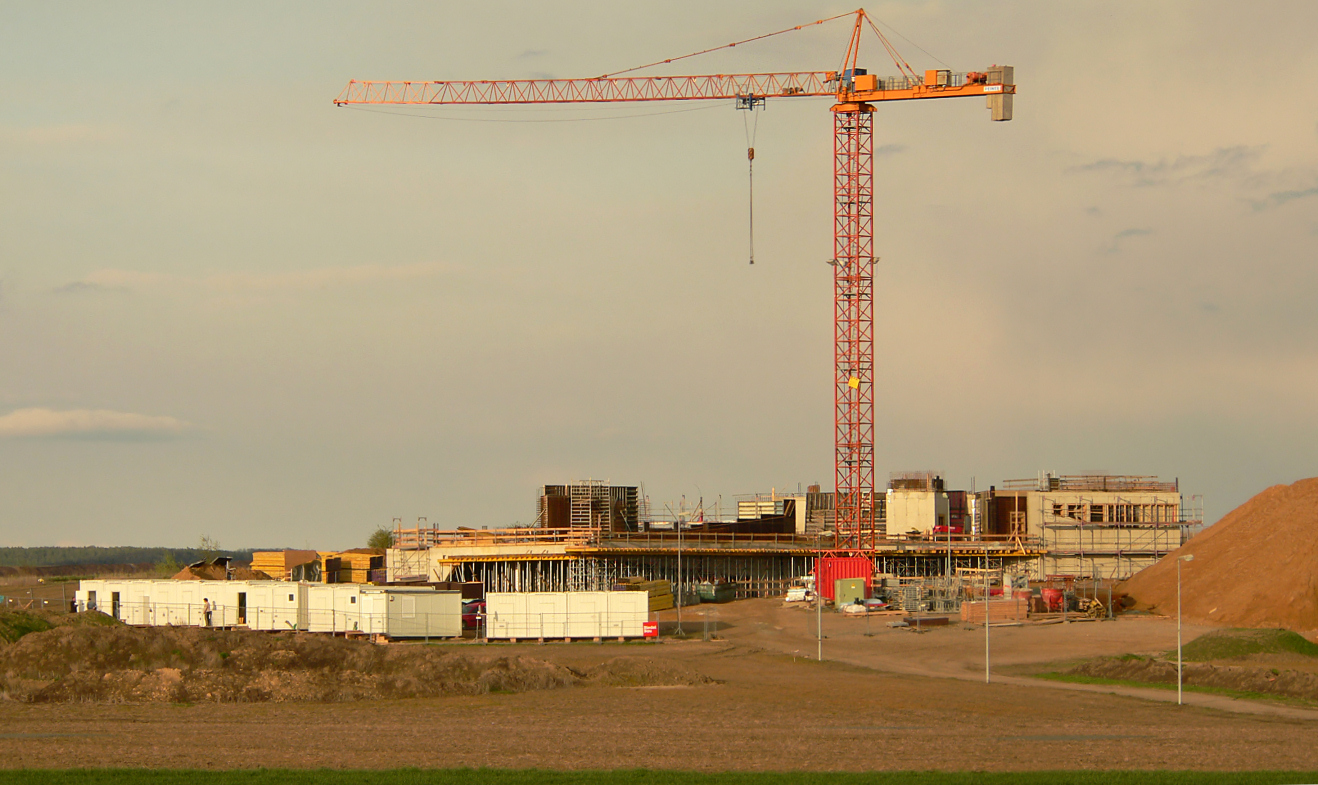
Bau des paläon, April 2012

Erst Mittel aus dem zur Überwindung der Finanzkrise ab 2007 bereitgestellten Konjunkturpaket II und ein dazugehöriges Ergänzungspaket ermöglichten die öffentliche Finanzierung des Bauprojekts. Am 1. März 2009 stellte dementsprechend das Land Niedersachsen aus Aufstockungsmitteln zum Konjunkturpaket II 15 Millionen Euro für den Aufbau eines „Forschungs- und Erlebniszentrums“ zur Verfügung.
Den Spatenstich für das paläon nahm im November 2011 die damalige Niedersächsische Wissenschaftsministerin Johanna Wanka vor. Am 24. Juni 2013 wurde das Gebäude durch den niedersächsischen Ministerpräsidenten Stephan Weil eröffnet und der Öffentlichkeit übergeben.
Betreiber des paläon war eine Trägergesellschaft in Form einer GmbH mit Gesellschaftern, darunter der Landkreis Helmstedt und die Stadt Schöningen.
2014 wurde das paläon, nach dem Informationszentrum Königslutter, dem Städtischen Museum Schloss Salder in Salzgitter und dem Naturhistorischen Museum Braunschweig, das vierte Informationszentrum des Geopark Harz – Braunschweiger Land – Ostfalen.

### Erste Kritik
Bereits beim Bekanntwerden des Neubauprojektes 2009 kam es zu Zweifeln an der Rentabilität und den zu erwartenden Besucherzahlen, auch wenn die Funde an sich von Forschern für die „Kronjuwelen niedersächsischer Archäologie“ gehalten werden. Der Bund der Steuerzahler und einzelne Politiker kritisierten den Neubau als „Geldverschwendung“.
Die niedersächsische Landesregierung sah hingegen im paläon ein Leuchtturmprojekt, das im Verbund mit anderen Museen der Umgegend zu sehen sei und die strukturschwache Region im östlichen Niedersachsen auch touristisch fördern solle.

### Wirtschaftliche Schieflage
2016 wurden wirtschaftliche Schwierigkeiten des paläon bekannt, als für das Jahr 2016 ein Defizit von etwa 300.000 Euro erwartet wurde. Das Niedersächsische Wissenschaftsministerium stellte eine Summe von insgesamt einer Million Euro zur Verfügung, die bis zum Jahr 2018 ausgezahlt wurde. Der Bund der Steuerzahler kritisierte den Zuschuss und bezeichnete das paläon als „Subventionsgrab“.
2017 erhielt das Museum neben dem Hauptgeschäftsführer einen zweiten Geschäftsführer. Der Hauptgeschäftsführer sollte sich vorrangig um die kaufmännischen Belange sowie um Marketing und Vertrieb kümmern, während der Schwerpunkt des zweiten Geschäftsführers, ein promovierter Archäologe, auf den Bereichen Ausstellungen und Führungen liegen sollte. Geplant waren Sonderausstellungen, wie zu den Säbelzahnkatzen, aber auch kulturelle Veranstaltungen allgemeinen Charakters, wie Konzerte, sowie eine stärkere Vernetzung der Wissenschaftsstandorte, um aus dem paläon einen „starken Wirtschaftsfaktor“ zu machen. Dies gelang nicht. Nach einem halben Jahr verließ der Hauptgeschäftsführer das paläon. Im September 2017 übernahm eine sogenannte neue Doppelspitze aus dem bisherigen Geschäftsführer und einer Journalistin die Geschäftsführung des paläons. Im Oktober 2018 wurde bekannt, dass ein Geschäftsführer das paläon nicht mehr leitet. Die Journalistin verließ Anfang 2019 das paläon. Anschließend übernahm eine neue Geschäftsführerin die Leitung des paläons.

### Umstrukturierung
Ende 2017 wurde bekannt, dass die Trägergesellschaft des paläon aufgelöst wird und das Land Niedersachsen die Einrichtung 2019 als Teil des Niedersächsischen Landesamtes für Denkmalpflege übernimmt. Der Bund der Steuerzahler sprach sich gegen die Übernahme aus und verlieh dem niedersächsischen Wissenschaftsminister Björn Thümler 2018 das sogenannte „Fass ohne Boden“ als Negativpreis für Steuerverschwendung. Im März 2019 warnte ver.di Süd-Ost-Niedersachsen vor einer Schließung des paläons oder Einschränkung des bisherigen Betriebs vor allem auf Kosten der Mitarbeiter: „Etwa 30 Arbeitsplätze […] stehen vor dem Aus.“ Ende April 2019 wurde den Mitarbeitern zur Auflösung der paläon GmbH am 30. Juni 2019 gekündigt, wobei von den 30 Arbeitsplätzen fünf erhalten bleiben sollten.
Mitte Mai 2019 wurde ein Grobkonzept des Niedersächsischen Landesamtes für Denkmalpflege bekannt, den Betrieb des Forschungs- und Erlebniszentrums Paläon einzustellen und das Objekt zum „Forschungsmuseum Schöningen“ umzustrukturieren.
Am 1. Juli 2019 wurde der Gebäudekomplex mit 2300 Quadratmetern Nutzfläche als „Forschungsmuseum Schöningen“ neu eröffnet. Die Einrichtung gehört seither zum Niedersächsischen Landesamt für Denkmalpflege (NLD), das die Vermittlung der Archäologie am Fundplatz Schöningen neu organisierte und strukturierte. Geleitet wurde das Museum kommissarisch vom Leiter der Abteilung Archäologie des NLD Henning Haßmann. Zu den seither bekannt gegebenen neuen Funden zählten im Jahr 2020 der Wurfstock von Schöningen und der Waldelefant von Schöningen.
2020 berichteten Medien über Äußerungen des niedersächsischen Wissenschaftsministers Björn Thümler zur geplanten Übernahme des Forschungs- und Museumsbetriebs durch das Senckenberg-Zentrum für menschliche Evolution und Paläoumwelt an der Universität Tübingen. Darüber hinaus wollte er die archäologischen Fundstellen in Schöningen vom UNESCO-Welterbekomitee zum UNESCO-Weltkulturerbe erklären lassen. 2023 wurde bekannt, dass die Kultusministerkonferenz das Schöninger Forschungsprojekt auf den Listenplatz 1 für die deutsche Tentativliste bei zukünftigen UNESCO-Welterbeanträgen gesetzt hat.
Im Jahr 2022 wurde das Museum mit dem Museumsgütesiegel des Museumsverbands Niedersachsen und Bremen e. V. ausgezeichnet.
Im Januar 2025 wurde die Trägerschaft an das Staatlich Naturhistorische Museum in Braunschweig unter der Leitung von Mike Reich übertragen. Zusammen mit dem Braunschweigischen Landesmuseum und dem Herzog-Anton-Ulrich-Museum ist das paläon nun Teil der 3Landesmuseen. Parallel arbeitet das Niedersächsische Wissenschaftsministerium an der Ernennung zum UNESCO-Weltkulturerbe. 